# ارتعاشات مکانیکی
ارتعاشات مکانیکی (به انگلیسی: Mechanical Vibration) عبارت است از مطالعه رفتار سینماتیکی و سینتیکی سامانه‌های نوسانی جهت بدست آوردن پاسخ زمانی سامانه. تمام اجسامی که جرم و کشسانی دارند می‌توانند نوسان کنند. از اینرو، همه ماشین‌ها و سازه‌های صنعتی تا اندازه‌ای ارتعاش می‌کنند که این رفتار آن‌ها در طراحی باید در نظر گرفته شود.

## اجزاء سامانه‌های ارتعاشی
در هر سامانه‌ای که ارتعاشات مکانیکی دارد انرژی جنبشی و انرژی پتانسیل دائماً در حال تبدیل به یکدیگر هستند. اجزاء سامانه‌های ارتعاشی موارد زیر هستند:

1. اجزاء الاستیک که انرژی پتانسیل را در خود ذخیره می‌کنند.
2. اجزاء اینرسی که انرژی جنبشی را در خود ذخیره می‌کنند.
3. اجزاء میرایی که عامل استهلاک انرژی هستند.

## تقسیم‌بندی ارتعاشات مکانیکی
ارتعاشات مکانیکی را می‌توان بر اساس عوامل مختلف دسته‌بندی کرد:
۱. الف) آزاد (Free Vibration) که در آن بارگذاری خارجی وجود ندارد و سامانه به دلیل شرایط اولیه آن ارتعاش می‌کند.

ب) اجباری (Forced Vibration) که در آن سامانه تحت بارگذاری خارجی است.
۲. الف) نامیرا (Undamped Vibration) که در آن انرژی سامانه به مرور زمان از بین نرفته و سامانه پیوسته ارتعاش می‌کند.

ب) میرا (Damped Vibration)که در آن انرژی سامانه به مرور زمان از بین رفته و سامانه از ارتعاش بازمی‌ایستد.
۳. الف) خطی (Linear Vibration) که در آن المان‌ها رفتار خطی داشته و رفتار سامانه از معادله دیفرانسیل خطی پیروی می‌کند. همچنین اصل جمع آثار در این سامانه‌ها صادق بوده و دامنه ارتعاش معمولاً کم است.

ب) غیرخطی (Nonlinear Vibration) که در آن المان‌ها رفتار غیرخطی داشته و رفتار سامانه از معادله دیفرانسیل غیرخطی پیروی می‌کند. همچنین دامنه ارتعاش این سامانه‌ها معمولاً زیاد است.
۴. الف) منظم که در آن مقدار تحریک خارجی بر سامانه در هر لحظه معلوم است.

ب) نامنظم (اتفاقی) که در آن مقدار تحریک خارجی بر سامانه در هر لحظه معلوم نیست.

## اثرات ارتعاشات مکانیکی
ارتعاشات مکانیکی گاهی اثرات مطلوب و مساعد ما دارند (مانند ویبراتورها) و گاهی اثرات مخرب. نامطلوب دارند. پدیده خستگی، تولید سر و صدا، شل شدن اتصالات و کاهش صافی سطح طی عملیات ماشین‌کاری تعدادی از نامطلوب‌ترین اثرات ارتعاشات هستند.

## کاربردهای ارتعاشات مکانیکی
- بررسی رفتار خودروها (سامانه تعلیق)
- بررسی زلزله
- بررسی صوت و آکوستیک
- بررسی ارتعاشات ماشین‌های ابزار (پدیده Chatter)
- بررسی ارتعاشات ماشین‌های دوار (پمپ، توربین و…)

## مباحث اصلی ارتعاشات مکانیکی
- حرکت نوسانی
- ارتعاشات آزاد
- ارتعاشات اجباری
- ارتعاشات گذرا
- سامانه‌های دو درجه آزادی
- سرعت بحرانی محورهای دوار
- سامانه‌های چند درجه آزادی
- کاربرد ارتعاشات
- جداسازی ارتعاشات